# مات دان (لاعب كريكت)
مات دان (5 مايو 1992 في المملكة المتحدة - ) (بالإنجليزية: Matt Dunn)‏ هو لاعب كريكت بريطاني. لعب مع نادي مقاطعة سري للكريكت ‏.

## وصلات خارجية
- مات دان على موقع إي آس بي آن كريك إنفو (الإنجليزية)